# 临安广西宣慰司
临安广西宣慰司，又称临安广西元江等处宣慰司兼管军民万户府，元朝在云南设立的机构。
临安广西元江等处宣慰使是从二品，治所在临安路（治今云南省通海县），属云南等处行中书省。分管临安路、元江路、广西路（今云南省泸西县）、和泥路（今云南省红河县西南）等四路和车里军民总管府（西双版纳，治今云南省景洪市）。辖境相当今云南东南部地区。设置宣慰使三人，同知、副使各一人。 